# Sangalopsis ficifera
Sangalopsis ficifera är en fjärilsart som beskrevs av W. Warren 1904. Sangalopsis ficifera ingår i släktet Sangalopsis och familjen mätare. Inga underarter finns listade.